# Magnetohydrodynamica
De magnetohydrodynamica, afgekort MHD, beschrijft de beweging van een elektrisch geleidend gas, dus een plasma, of vloeistof, bijvoorbeeld kwik, in een magnetisch veld. Een belangrijke grondlegger van het vakgebied is de Zweedse fysicus Hannes Alfvén, die hiervoor in 1970 werd beloond met de Nobelprijs voor de Natuurkunde en die tevens naamgever is van de Alfvéngolf (zie Plasmagolven).
Een veel gebruikt stel MHD-vergelijkingen zijn de continuïteitsvergelijking voor de massadichtheid {\displaystyle \rho } en de massasnelheid {\displaystyle u}
{\displaystyle \partial _{t}\rho +\nabla \cdot \rho u=0}
de Navier-Stokes-vergelijkingen voor een goed geleidend ideaal gas of vloeistof (geen viscositeit {\displaystyle \eta =\lambda =0}), met {\displaystyle f} de lorentzkracht, de druk {\displaystyle p} en de stroomdichtheid {\displaystyle J}
{\displaystyle \rho \partial _{t}u+\rho (u\cdot \nabla )u=J\times B-\nabla p}
en de wet van Ohm voor een bewegende geleider met geleidingsvermogen {\displaystyle \sigma }
{\displaystyle J=\sigma (E+u\times B)}
Met de Maxwellvergelijkingen in quasistationaire benadering
{\displaystyle \nabla \times B=\mu _{o}J,\quad \nabla \times E=-\partial _{t}B}
en een bekend verband tussen druk en dichtheid, bijvoorbeeld
{\displaystyle p\rho ^{-5/3}} of {\displaystyle p\rho ^{-1}} is constant,
is dit een compleet stel vergelijkingen voor {\displaystyle \rho }, {\displaystyle J}, {\displaystyle u}, {\displaystyle E} en {\displaystyle B}.
Door eliminatie van {\displaystyle E} en {\displaystyle J} krijgen de MHD-vergelijkingen de vorm
{\displaystyle \partial _{t}\rho +\nabla \cdot \rho u=0}
{\displaystyle \partial _{t}B=\nabla \times (u\times B)+{\frac {1}{\mu _{o}\sigma }}\nabla ^{2}B}
{\displaystyle \rho \partial _{t}u=-\nabla (p+{\frac {B^{2}}{2\mu _{o}}})+(B\cdot \nabla ){\frac {B}{\mu _{o}}}}
Voor een plasma waarin de deeltjeswisselwerking niet gedomineerd wordt door botsingen, gelden deze vergelijkingen niet zonder meer. Dan geldt de Vlasov-vergelijking waaruit wel dezelfde vergelijkingen afgeleid kunnen worden voor
{\displaystyle \rho =m_{i}\int f_{i}{\rm {d}}v,\quad u={\frac {1}{\rho }}m_{i}\int vf_{i}{\rm {d}}v}
waarin {\displaystyle f_{i}} de ionverdelingsfunctie en {\displaystyle m_{i}} de ionmassa is, maar met gecompliceerde uitdrukkingen voor druk en geleidingsvermogen. Deze zijn niet isotroop maar verschillen in langs- en dwarsrichting op het {\displaystyle B}-veld. Er is ook geen eenvoudig verband met de dichtheid {\displaystyle \rho }. Om toch een compleet stel vergelijkingen te krijgen wordt een verband verondersteld dat onder bepaalde voorwaarden te rechtvaardigen is. Bovenstaande MHD-vergelijkingen zijn bruikbaar als de lengteschaal {\displaystyle L} en de tijdschaal {\displaystyle T} van de plasmabeweging zo groot zijn en het {\displaystyle B}-veld zo sterk is dat
{\displaystyle {\frac {r_{i}^{2}}{L^{2}}}\ll {\frac {1}{T\omega _{ci}}}\ll 1}
waarin {\displaystyle r_{i}} de Larmorstraal en {\displaystyle \omega _{ci}} de cyclotronfrequentie is van de ionen. In de literatuur zijn vele varianten van MHD-vergelijkingen te vinden met bijbehorende voorwaarden.